# NA-115
La carretera NA-115 es una carretera de la Red de interés de la Comunidad Foral de Navarra, perteneciente a la Red de Carreteras de Navarra, que tiene una longitud de 36,7 km, y discurre desde Tafalla hasta el límite provincial con La Rioja en Funes. También sirve de vía de servicio de la  AP-15  y de circunvalación de Peralta. Corresponde a la antigua carretera comarcal  C-115 , que unía Garray, en la Provincia de Soria, con Tafalla. Al transferirse las carreteras a las comunidades autónomas, se dividió en la NA-115 en su tramo navarro,  LR-115  en su tramo riojano y  SO-615  en su tramo soriano.

## Recorrido
La NA-115 inicia su recorrido en Tafalla, en un enlace con la  N-121 . Sirve de vía de servicio de la  AP-15  hasta Peralta, donde funciona como circunvalación de dicho municipio. Finaliza el recorrido en Funes, donde cruza el Río Ebro y entra en La Rioja, convirtiéndose en la  LR-115 . 

## Poblaciones y enlaces importantes
| Denominación | Kilómetro | Salida | Carretera      | Dirección                 |
| ------------ | --------- | ------ | -------------- | ------------------------- |
| NA-115       | 0         |        | N-121          | Tafalla Olite             |
| NA-115       | 3         |        | NA-6620        | Olite Beire               |
| NA-115       | 13        |        | NA-6210        | Falces Miranda de Arga    |
| NA-115       | 18        |        | NA-660 NA-6100 | Falces Marcilla           |
| NA-115       | 21        |        | NA-128 NA-8701 | Peralta (Centro) Marcilla |
| NA-115       | 23        |        | NA-6630        | Peralta (Sur) Funes       |
| NA-115       | 25        |        | NA-624 NA-8702 | Peralta (Oeste) Andosilla |
| NA-115       | 34        |        | NA-134         | San Adrián Milagro        |
| NA-115       | 36        |        | LR-115         | Rincón de Soto Fitero     |